# Virgilio Chaverri Ugalde
Virgilio Chaverri Ugalde (Alajuela, 1897-1989) fue un deportista, odontólogo y diplomático costarricense.

## Biografía
Nació en Alajuela, el año de 1897. Sus padres fueron Ismael Chaverri y Leovigilda Ugalde.
Cursó estudios en la Escuela de Medicina, Química y Farmacia de la Universidad de El Salvador y se graduó en cirugía dental el 20 de septiembre de 1919, con una tesis titulada Incrustaciones de Oro y de Porcelana.
Fue un destacado jugador del equipo de fútbol Liga Deportiva Alajuelense y jugó en su primer partido el 2 de agosto de 1919. 
Desempeñó diversos cargos en la Caja Costarricense de Seguro Social. Fue Ministro de Educación Pública de 1950 a 1953, durante la administración de Otilio Ulate Blanco.
En el ámbito diplomático, fue Embajador de Costa Rica en España (1958-1961), Venezuela (1961-1962), Italia (1966-1969), Francia y la UNESCO con la concurrencia de Bélgica, Luxemburgo y los Países Bajos (1969-1970), Nicaragua (1978) y la República Dominicana (1979-1981).

## Fallecimiento
Falleció en 1989.

## Distinciones
- Gran Cruz de la Orden de Isabel la Católica (1961)[1]